# 埃廖斯·曼齐
埃廖斯·曼齐（義大利語：Elios Manzi，1996年3月28日—）生于墨西拿，是一名意大利男子柔道运动员。他童年时最初练习游泳，后来因为更喜欢与另一个人对战而改练柔道。他在2011年开始参加青少年级别比赛，进入成年组前曾参加2014年南京青奥，获得第九名，同年11月，他首次在成年组全国锦标赛上获得冠军。2016年，他首次出战夏季奥运，结果在八分之一决赛被淘汰。